# Starostinka
Starostinka (ros. Старостинка) – chutor w zachodniej Rosji, w sielsowiecie tołpińskim rejonu korieniewskiego w obwodzie kurskim.

## Geografia
Miejscowość położona jest w pobliżu rzeki Grunia (dopływ Sejm), 9,5 km od centrum administracyjnego sielsowietu tołpińskiego (Tołpino), 14,5 km od centrum administracyjnego rejonu (Korieniewo), 89 km od Kurska.

## Demografia
W 2010 r. miejscowość zamieszkiwały 2 osoby.